# سوان هیلز
سوان هیلز (به انگلیسی: Swan Hills) یک منطقهٔ مسکونی در کانادا است که در منطقه بیگ لیکز واقع شده‌است. سوان هیلز ۱٬۳۰۱ نفر جمعیت دارد و ۱٬۱۱۳ متر بالاتر از سطح دریا واقع شده‌است.